# 小花小蒜芥
小花小蒜芥（学名：Microsisymbrium minutiflorum）为十字花科小蒜芥属下的一个种。

## 扩展阅读
- 維基物種上的相關：小花小蒜芥